# Lago Corumbá
O Lago Corumbá (Lago de Corumbá I) é um lago artificial formado pelo represamento do Rio Corumbá no sul do Estado de Goiás, Brasil. Está localizado a 10 km da cidade de Caldas Novas, famosa por suas águas termais. O lago, que começou a encher em 1996, abastece a usina hidrelétrica Usina Hidrelétrica Corumbá I. É alimentado pelos rios Pirapitanga, Rio do Peixe, Rio Piracanjuba e Rio São Bartolomé .
A parte mais profunda do Lago Corumbá fica próxima à represa e chega a 90 metros. O perímetro do lago é bastante irregular; para contorná-la seria preciso percorrer mais de 100 quilômetros.

Com uma área de 65 km², proporciona ao visitante diversos esportes náuticos como jet-ski, lanchas e windsurf.